# Сковывающая группа
Сковывающая группа — исторический военный термин, обозначавший один из элементов боевого порядка воинского соединения или части, предусмотренный уставами Красной Армии 30-х годов XX века, который некоторое время существовал в рамках советской концепции «глубокого боя» в связке с понятием ударной группы. Основным назначением сковывающей группы были действия на сковывающем направлении, которое по фронту значительно превышало ширину полосы действий ударной группы, в целях сковывания противника и пресечения переброски им сил на главный участок боевых действий.
Как правило, в состав сковывающей группы во время наступательных действий включалось около трети всех имеющихся сил, а во время оборонительных — до двух третей. В наступлении основной задачей сковывающей группы были активные действия по обеспечению успеха ударной группы, а в обороне — связывание противника огнём, затруднение его продвижения вперёд и создание условий для контратаки его силами ударной группы.
В годы Великой Отечественной войны разделение боевого порядка на сковывающую и ударную группы не предусматривалось в уставах и не применялось на практике.